# Prison d’État de Charlestown
Charlestown State Prison
La prison d'État de Charlestown (en anglais : Charlestown State Prison), également parfois nommée prison d'État du Massachusetts (en anglais : Massachusetts State Prison), est un ancien établissement correctionnel américain situé dans le quartier de Charlestown de la ville de Boston, dans le comté de Suffolk et dans l’État du Massachusetts. L'établissement était géré par le Massachusetts Department of Correction (en).
L'installation a été construite à Lynde's Point, maintenant à l'intersection d'Austin Street et de New Rutherford Avenue, et à proximité des voies ferrées de Boston et du Maine qui croisaient les voies de la compagnie Eastern Freight Railroad. Le Bunker Hill Community College (en) occupe désormais le site que la prison occupait auparavant.
La prison ferme définitivement en novembre 1955.

## Histoire
En 1803, la cour générale du Massachusetts adopte une loi approuvant la construction d'une prison, qui ouvre ses portes en 1805. Plusieurs chantiers d'agrandissement de l'établissement sont réalisés pas la suite, tels que la construction d'une aile nord en 1828 et la construction de l'aile sud en 1850. En 1886, l'aile ouest, abritant près de 60 cellules, est construite.
L'espace occupé par la prison augmente cependant au fil du temps. Ainsi, en 1867, l'État du Massachusetts convertit une des salles de garde en centaines de cellules pour les prisonniers.
En 1853, la législature du Massachusetts vote la construction d'une nouvelle prison destinée à remplacer la prison de Charlestown. La nouvelle prison, nommée institution correctionnelle du Massachusetts de Concord (en) située à Concord, ouvre en mai 1878. De nombreux prisonniers sont alors transférés depuis la prison de Charlestown vers cette nouvelle prison. Le gouverneur du Massachusetts, George D. Robinson, signe cependant un projet de loi ordonnant le retour des prisonniers à Charlestown le 21 mai 1884.
L'un des directeurs les plus notables de l'établissement est Gideon Haynes, qui a assumé cette fonction durant quatorze ans à l'époque de la Guerre de Sécession avant d'occuper à la fin des années 1870 les fonctions de surintendant de Charlestown lors de l'ouverture de la prison de Concord (en). L'une de ses enfants, Inez Haynes Irwin, est devenue une suffragiste, féministe et écrivaine réputée. La famille Haynes vivait au 85 Chapman Street, une rue qui n'existe plus.
En 1903, parmi les prisonniers de Charlestown, 75 sont condamnés à la prison à vie, 54 purgent des peines variables et 863 étaient détenus sous des peines minimales et maximales. En 1920, Charlestown commence à fabriquer et à délivrer des plaques d'immatriculation.
La prison ferme définitivement en novembre 1955, les prisonniers étant  transférés dans d'autres établissements.

## Prisonniers notables

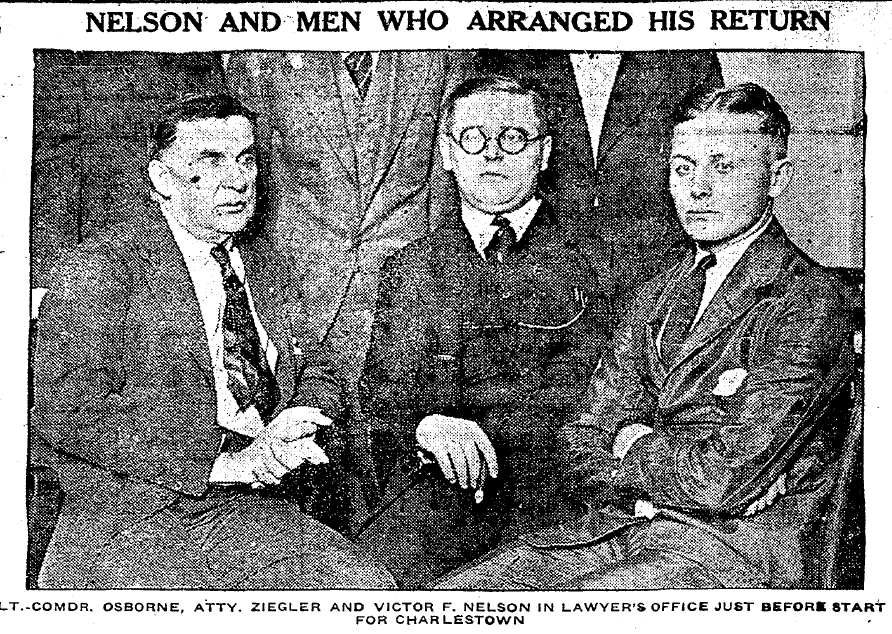
Thomas Mott Osborne convainc le prisonnier évadé de Charlestown Victor Folke Nelson de retourner en prison, 1921.

- James Allen (en) [7]
- Warry Charles (en) [8]
- John Patrick Connolly (en) [9]
- Victor Folke Nelson [10],[11]
- Charles Ponzi [12],[13],[14],[15]
- Jesse Pomeroy (en)
- Malcolm X [16]
- Sacco et Vanzetti [17]
- Norman H. White (en) [18]

## Événements notables
Le matin du 10 avril 1873, un détenu anglais nommé de William Patterson, incarcéré pour cambriolage, poignarde un gardien nommé John E. Shaw. Les blessures de Shaw sont si graves qu'on ne s'attendait pas à ce qu'il survive.
En 1890, un détenu nommé Moore s'évade et, au cours de la même année, un autre détenu nommé "Chicken" Walsh, tente également de s'évader mais en vain. Par la suite, toujours la même année, une émeute est déclenchée par les détenus dans la prison.
Nicola Sacco, Bartolomeo Vanzetti et Celestino Madeiros sont exécutés sur la chaise électrique dans la nuit du 22 au 23 août 1927 dans l'établissement par le célèbre bourreau Robert G. Elliott, suscitant une immense réprobation.